# Selecționata de fotbal a Guyanei Franceze
Echipa de fotbal a Guyanei Franceze reprezintă Guyana Franceză în fotbalul internațional. Este membră CONCACAF, dar nu este membră FIFA deoarece Federația de Fotbal din Guyana Franceză (Ligue de Football de la Guyane în franceză), forul de conducere a fotbalului din acest departament francez de peste mări (DOM, Département d'outre-mer în franceză), este subordonat Federației Franceze de Fotbal. Jucătorii din Guyana Franceză care au cetățenie franceză pot juca pentru naționala Franței, ca în cazul lui Bernard Lama și a lui Florent Malouda. Jucătorii care au jucat în ultimii cinci ani pentru reprezentativa Franței nu pot juca pentru cea a Guyanei, deși invers este posibil. Nu s-a calificat la nici un turneu final.

## Cupa de Aur
- 1991 până în 2000 - nu s-a calificat
- 2002 până în 2003 - nu a participat
- 2005 - nu s-a calificat
- 2007 până în 2011 - nu a participat